# 爱尔兰共和国 (1919年—1922年)
爱尔兰共和国（英語：Irish Republic）是1919年第一届爱尔兰国会发表獨立宣言后宣布成立的爱尔兰国家。

## 歷史
它的存在期即1919－1922年在爱尔兰共和军和英国部队之间进行的爱尔兰独立战争。它于1922年结束战争的《英爱条约》被批准后正式停止存在。32郡中26郡成为爱尔兰自由邦，其余6郡继续作为北爱尔兰留在联合王国内。
为了防止暗示爱尔兰共和国包括整个爱尔兰岛，某些记者与政治家称现今的爱尔兰共和国为。其他人仅仅将它作为一个口头简称使用。但是，作为现代国家的名称，是不正确的。“1949年爱尔兰法案”（英国国会通过的法案）将“爱尔兰”（Éire）代替“爱尔兰共和国”作为英国对爱尔兰的官方称谓。今天没有国际法的地位。爱尔兰大使会接受署名为“爱尔兰大使馆”（The Embassy of Ireland）或者“爱尔兰共和国大使馆”（The Embassy of the Republic of Ireland）的国书，但不会接受。继续使用这一术语也意味着接受新芬党的观点，即《英爱条约》无效，革命的共和国政府仍然存在。